# 约翰·巴赫·麦克马斯特
约翰·巴赫·麦克马斯特（1852年6月29日—1932年5月24日）是一位美国历史学家，1872年毕业于纽约市立学院，在1873年至1877年作为一个土木工程師，1883年成为宾夕法尼亚大学美国历史教授，1884年当选美國哲學會会士，1905年担任美國歷史學會会长。